# St. Clemens (Olk)

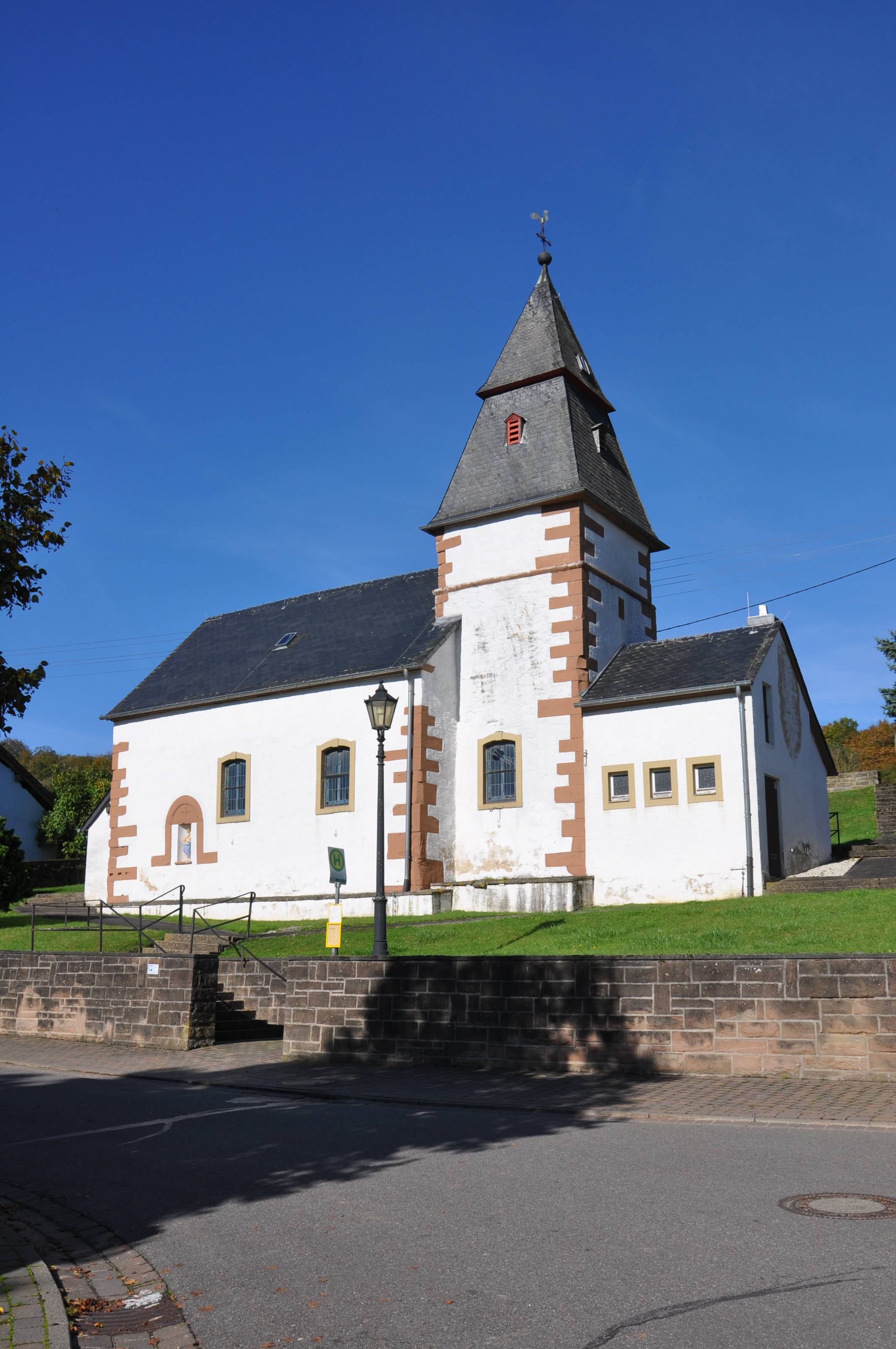
Kapelle St. Clemens

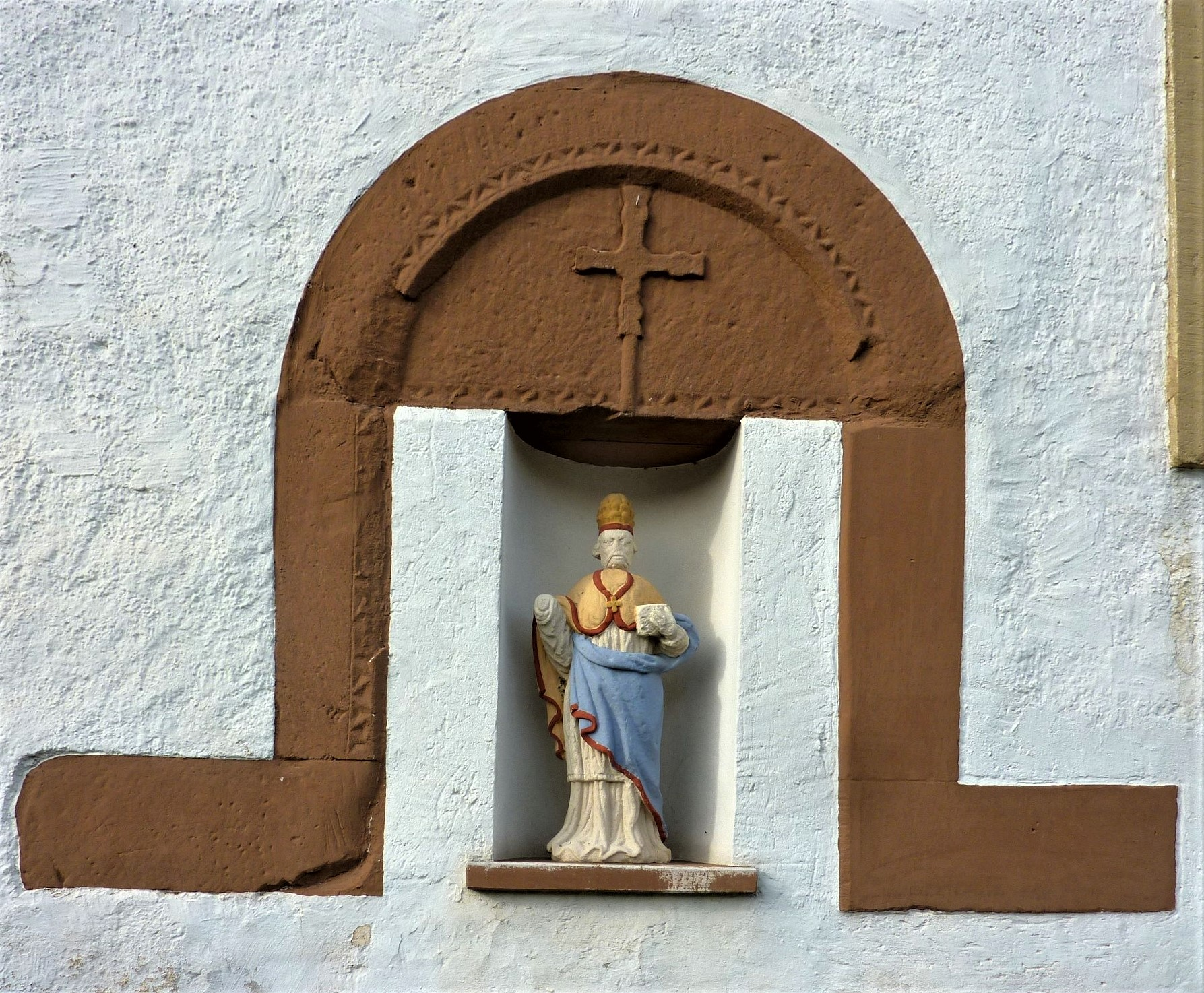
Romanisches Tympanon mit Figur des St. Clemens

St. Clemens ist eine römisch-katholische Kapelle im Ortsteil Olk der Ortsgemeinde Ralingen im Landkreis Trier-Saarburg (Rheinland-Pfalz). 

## Geschichte
Die Kapelle St. Clemens ist eine romanische Kleinkirche mit Chorturm, die um das Jahr 1200 errichtet wurde. Zu dieser Zeit hatte die Trierer Reichsabtei St. Maximin Besitz in Olk. Möglicherweise existierte bereits im 8. oder 9. Jahrhundert eine kleine Kirche an derselben Stelle als adlige Eigenkirche. 1569 wurde das Gotteshaus zum ersten Mal urkundlich erwähnt.
1789/90 wurde der Eingang an die Westseite verlegt, 1803 wurde eine Vorhalle an die Kapelle angebaut. Der Steinaltar stammt aus dem Jahre 1715, er wurde dem heiligen Clemens gewidmet (Papst von 92 bis 101 n. Chr.). Ihm zu Ehren wurde auch eine Statue in einer Nische der Vorderseite der Kapelle unterhalb des romanischen Tympanons im vermauerten Portal aufgestellt.
Während des Zweiten Weltkriegs wurde die Glocke der Kirche zu Kriegszwecken umgeschmolzen, der Kirchturm wurde durch eine Granate im Februar 1945 stark beschädigt. In den Jahren 1945/46 wurde eine neue Glocke angeschafft, der Kirchturm wurde von den Dorfbewohnern notdürftig wieder aufgebaut. Im Jahre 1951 hatte man das Geld für den Wiederaufbau des Dachs angesichts der allgemeinen Notlage mühsam zusammengebracht. Zwei Jahre später begannen die Bauarbeiten, wenige Monate danach erschien die Kapelle in einer neuen Form. Ein unbekannter Spender stiftete der Kapelle im Jahre 1959 eine neue Glocke, die von Pastor Ludes am Buß- und Bettag desselben Jahres eingeweiht wurde. Zuvor hatte man im Jahre 1952 ein Ehrenmal in der Vorhalle der Kapelle zu Ehren der Gefallenen und Vermissten der beiden Weltkriege errichtet. 1953 wurde die Blechbekleidung des Kirchturms durch Schiefer ersetzt.
In den Jahren 1966/67 wurde die Kapelle renoviert und mit einer Heizung versehen. Außerdem errichtete man eine neue Sakristei. 1969 wurde der Friedhof erweitert und man baute eine Leichenhalle, die Kapelle wurde neu gestaltet.